# Grande rivière de l'Ours
Pour les articles homonymes, voir Grande Rivière.
La Grande rivière de l'Ours est un cours d'eau dans la forêt boréale nord-américaine, affluent du fleuve Mackenzie.

## Hydrologie
La Grande rivière de l'Ours prend sa source dans le Grand lac de l'Ours pour ensuite rejoindre le Mackenzie après avoir parcouru une centaine de kilomètres (70 miles) dans les Territoires du Nord-Ouest. Quant au Mackenzie, il se jette dans la mer de Beaufort (océan Arctique).

### Sources
- (en) Cet article est partiellement ou en totalité issu de l’article de Wikipédia en anglais intitulé « Great Bear River » (voir la liste des auteurs).